# صامويل بارترام
صامول بارترام (بالإنجليزية: Samuel Bertram)‏(22 يناير/كانون الثاني 1914 – 17 يوليو/تموز 1981) لاعب كرة قدم إنجليزي كان يلعب في حراسة المرمى لعب لنادي تشارلتون أثلتيك حتى اعتزاله في عام 1956.

## روابط خارجية
- صامويل بارترام على موقع قاعدة بيانات كرة القدم.إي يو (الإنجليزية)
- صامويل بارترام على موقع Soccerbase.com (مدرب) (الإنجليزية)